# Église orthodoxe bulgare de Hongrie
L'Exarchat orthodoxe bulgare en Hongrie (en hongrois : Magyarországi bolgár ortodox egyház ; en bulgare : Българска православна църква в Унгария) est une juridiction de l'Église orthodoxe bulgare en Hongrie. Elle est liée à la minorité bulgare de Hongrie. 